# Andreas Schelfhout

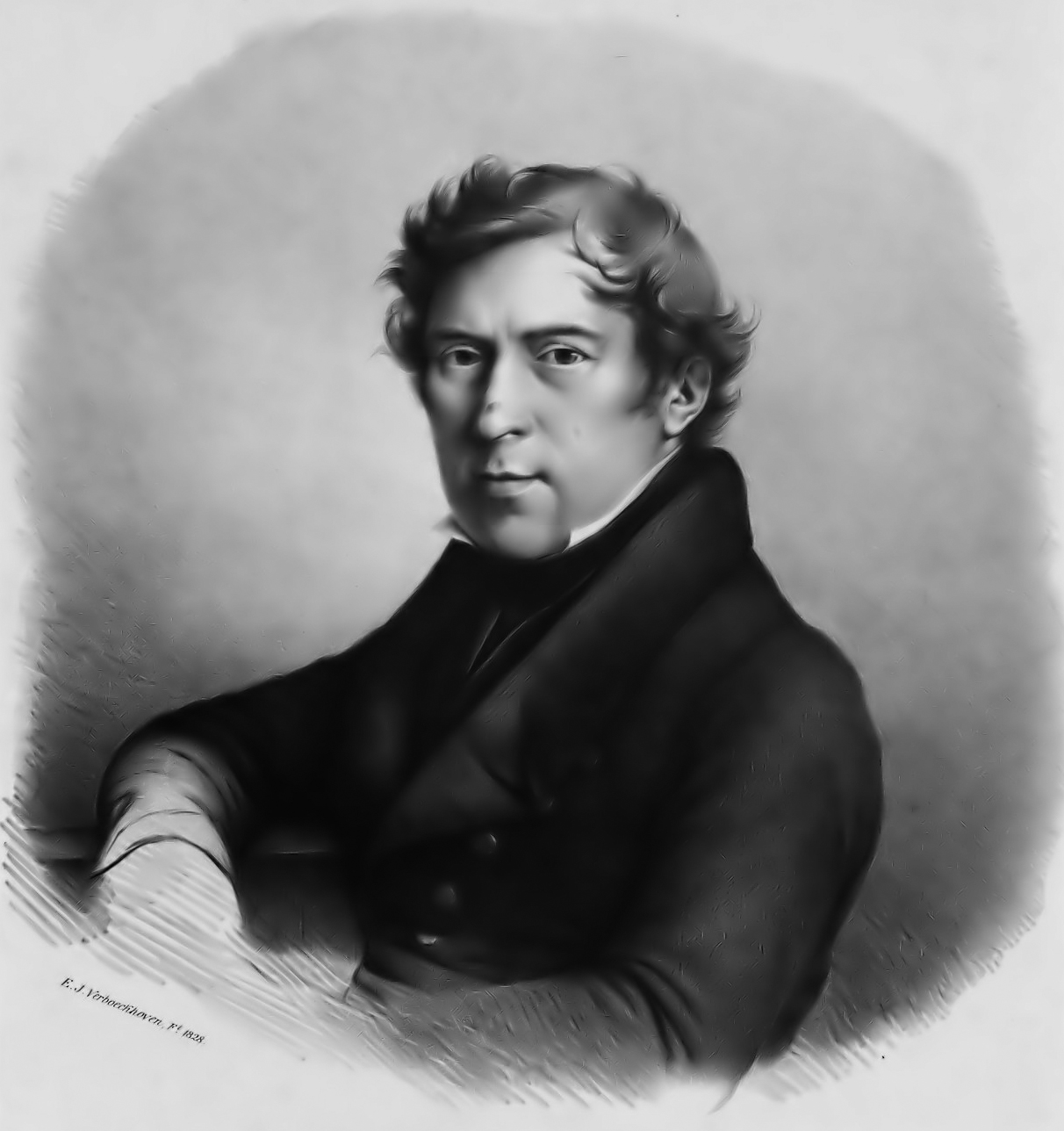
Andreas Schelfhout, nach einem Bildnis von Eugène Verboeckhoven, 1828

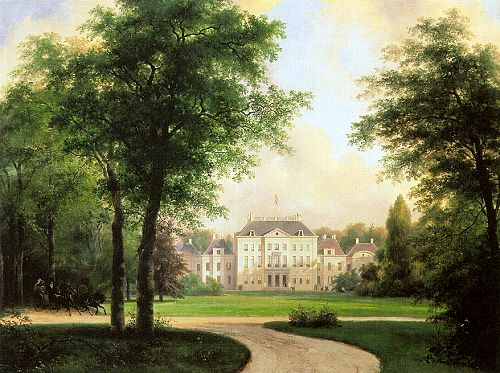
Andreas Schelfhout: Het Loo, 1838

Andreas Schelfhout (* 16. Februar 1787 in Den Haag; † 19. April 1870 ebenda) war ein niederländischer Maler.

## Leben
Ein Schüler des Theatermalers Johannes Breckenheimer, spezialisierte sich Schelfhout auf die Landschaftsmalerei. Mit 28 Jahren schaffte er mit einer „Winterlandschaft“ den künstlerischen Durchbruch.
Neben den Landschaften seiner Heimat thematisierte Schelfhout zeit seines Lebens Winterlandschaften. Während im Frühwerk der Stil alter Meister dominierte, fand Schelfhout nach einigen Jahren einen eigenen Stil und schloss sich künstlerisch, gerade in den Winterlandschaften, den Zeitgenossen an. Er zählt zu den Vorreitern der Haager Schule. Er malte überwiegend kleinformatige Bilder; diese Art der Malweise wird deshalb (in Malerkreisen) auch „Schelfhoutjes“ genannt.
Seine Bilder besitzen die Museen von Amsterdam, Haarlem, Rotterdam, Enschede und Gent.
Seit 1822 gehörte er zunächst als korrespondierendes und ab 1851 als ordentliches Mitglied der Königlich Niederländischen Akademie der Wissenschaften (damals Koninklijk Instituut) an.
Er starb im Alter von 83 Jahren am 19. April 1870 in Den Haag und wurde auf dem niederländischen Friedhof Oud Eik en Duinen in Den Haag begraben.
Der Maler und Grafiker Lodewijk Schelfhout (1881–1943) ist ein Enkel.

## Werke (Auswahl)
- Winterlandschaft mit Schlittschuhläufern (1838, Öl auf Holz), Luxemburg, Villa Vauban, Sammlung Jean-Pierre Pescatore (Inv.-Nr. 326)[1]

## Schüler
- Charles Leickert (1816–1907)
- Jan Willem van Borselen (1825–1892)
- Wijnand Nuijen (1813–1839)